# Francis Lefebure
Francis Lefebure (Paris, 17 de Setembro de 1916 - 19 de março de 1988) foi um médico francês, conhecido por seus estudos relativos à fisiologia cerebral e ao fosfeno.

## Biografia
Filho de Claire Saint Remy (pintora e poeta) e o seu pai era advogado e dirigia uma revista de direito turístico termal.
Fez os estudos secundários no liceu Louis le Grand, que gerou bastantes homens famosos. Francis Lefebure teve sempre uma grande admiração pelos professores de ciências. Aos 17 anos fez o ano preparatório à medicina. Obteve os melhores resultados entre as várias centenas de alunos, embora fizesse parte dos mais jovens. Começou os estudos de medicina aos 18 anos, interessando-se sobretudo pela anatomia, a histologia, a fisiologia e a física médica, na qual obteve a nota máxima, mas, como Darwin, nunca teve nenhum gosto pela patologia e pela clínica, suportando apenas por razões familiares, o que ele considerava desviá-lo do seu caminho. Foi como externo dos Hospitais de Paris escolheu os serviços de neurologia e de psiquiatria infantil.
Utilizou os longos anos da sua mobilização para pensar em tudo o que tinha aprendido anteriormente. Das suas meditações durante o serviço militar, editou mais tarde um livro "Homologias  e analogia do microcosmos e do macrocosmo", que considerava como o seu melhor livro do ponto de vista intelectual.
Foi fundamentalmente o desenvolvimento da teoria da simetria. Sublinhemos que, muito recentemente, a ciência oficial, com o estudo dos "Fractais" e "A Homotetia interna", tomou o mesmo caminho… mais de quarenta anos depois.
Desmobilizado, quis seguir a sua vocação de sempre e começou uma licenciatura em Ciências Naturais, seguidamente fez o ensino das Ciências. Mas, casando-se, optou por uma situação mais estável: médico de higiene escolar. Prosseguindo as suas investigações, criou a associação "Homosofia" (sabedoria das semelhanças), formando os primeiros grupos de estudo das técnicas Fosfénicas, em 1945.
Em 1959, o seu encontro com mago indonésio Pak SUBUH foi decisivo, porque quis comparar os exercícios deste último, com os do seu primeiro mestre Arthem Galip. Como não podia utilizar o eletroencefalograma, aparelho que exige o descanso muscular total, teve a ideia de investigar a ação dos dois tipos de balanços sobre um fosfeno. Foi assim que descobriu o primeiro fenómeno fosfénico que nunca tinha sido assinalado antes dele: o desencadeamento do movimento do fosfeno pelo movimento da cabeça com um ritmo de dois segundos (1 segundo para cada lado), tentando movimentos mais rápidos e mais lentos. O que o conduziu ao estudo do que se passaria com dois fosfenos. O método de exploração do cérebro pelos ritmos dos fosfenos duplos revelou-se de uma riqueza e de uma utilidade prática extraordinárias. Daí surgiu o livro que tem este título, em primeiro lugar redigido sob a forma de relatório e transmitido, na primavera 1960, ao Serviço de Saúde escolar, ao qual o Doutor LEFEBURE pertencia. Esta obra descreve os diferentes ritmos e fenómenos cerebrais desconhecidos até então, que passavam a ser possível a observar graças ao Cerebroscópio, aparelho pelo qual o Doutor recebeu a Medalha de Prata do Concurso Lépine, em 1964. Conduziu assim para o ouvido o que tinha descoberto pelos fosfenos. A sua descoberta permitiu-lhe desenvolver o aparelho “Sincrofone” que se tornou seguidamente em “Alternofone”, aparelho de ativação cerebral e escreveu então o livro: "A ativação do cérebro pela audição alternada". Foi premiado com a Medalha de Ouro no Concurso Lépine em 1963 e com a Medalha de Ouro na Feira Internacional dos Inventores em Bruxelas em 1964, pela ação sobre o cérebro do aparelho de audição alternada (Alternofone).

## Livros publicados
- A INICIAÇÃO SUBUD
- A CONJUGAÇÃO FOSFÉNICA EM PEDAGOGIA
- O PNEUMOFÉNO ou a respiração que abre as portas do além, seguido de FOSFENISMO e o pensamento ritmado
- DESENVOLVIMENTO CEREBRAL pela audição alternada
- A INICIAÇÃO DE PIETRO
- O YOGA DOS DOIS SEGUNDOS
- DO MOINHO DE ORAÇÃO AO DÍNAMO ESPIRITUAL Volume I
- KUNDALINI Volume II
- A CHAVE DAS MANIFESTAÇÕES SOBRENATURAIS Lourdes e o Fosfenismo
- FOSFENISMO E O DESENVOLVIMENTO DA VIDÊNCIA
- A EXPLORAÇÃO DO CÉREBRO pelas oscilações dos fosfénos duplos
- O PODER DO CRISTIANISMO
- O FOSFENISMO NO ALTO-VOLTA Condensado das entrevistas com o Dr. Advogado PACERE TITINGA
- EXPERIENCIAS INICIÁTICAS Volume I. A via sensorial
- EXPERIENCIAS INICIÁTICAS Volume II. Visões e desdobramentos
- EXPERIENCIAS INICIÁTICAS Volume III. Balanços místicos
- O DESENVOLVIMENTO DOS PODERES SUPRANORMAIS DO ESPÍRITO com o pensamento ao sexto de segundo
- OM, O Nome natural de Deus e os Mantras
- FOSFENISMO E DERVIXES GIRATÓRIOS
- HOMOLOGIAS ou a luz da Ásia perante a ciência
- A RESPIRAÇÃO RÍTMICA e a concentração mental.